# Mai 1885

## Événements

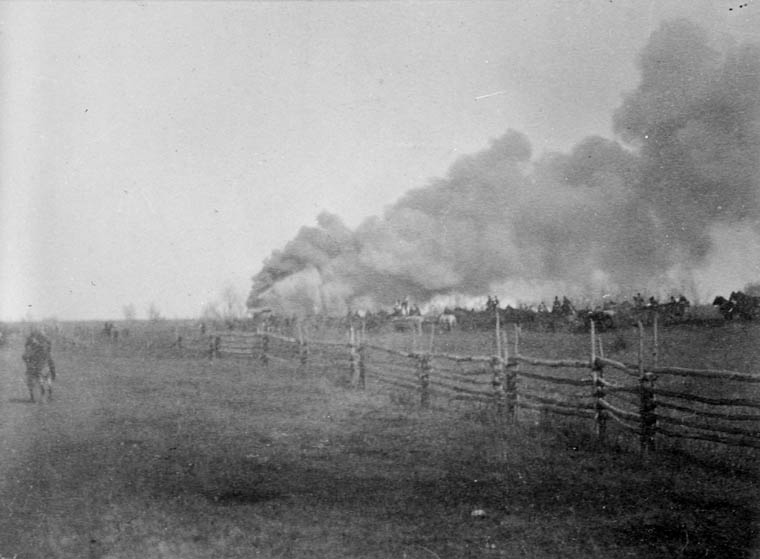
Début des hostilités à Batoche

- 1er mai (Grèce) : le chef du parti progressiste, Charilaos Trikoupis, au pouvoir depuis 1880, est battu aux élections en raison de son attitude jugée trop conciliante envers l’étranger.

- 2 mai, Canada : bataille de Cut Knife.

- 9 - 12 mai, Canada : bataille de Batoche à l’issue de laquelle la milice canadienne écrasera la nation métis, dirigée par Louis Riel, lors de la seconde révolte du nord-ouest.

- 15 mai, Canada : reddition de Louis Riel. Gabriel Dumont s'enfuit aux États-Unis.

- 22 mai : mort de Victor Hugo à Paris.

- 28 mai, Canada : Bataille de Frenchman Butte.

## Naissances
- 2 mai : Charles Melvin, militaire écossais († 17 juillet 1941).
- 22 mai : Maurice Bardonneau, coureur cycliste français († 3 juillet 1958).
- 26 mai : Gaston Baty, homme de théâtre († 13 octobre 1952).

## Décès
- 18 mai : James Colledge Pope, premier ministre de l'Ile-du-Prince-Édouard.
- 22 mai : Victor Hugo, romancier et dramaturge français (° 26 février 1802).
- 27 mai : Charles Rogier, homme politique belge (° 17 août 1800).